# Páscoa

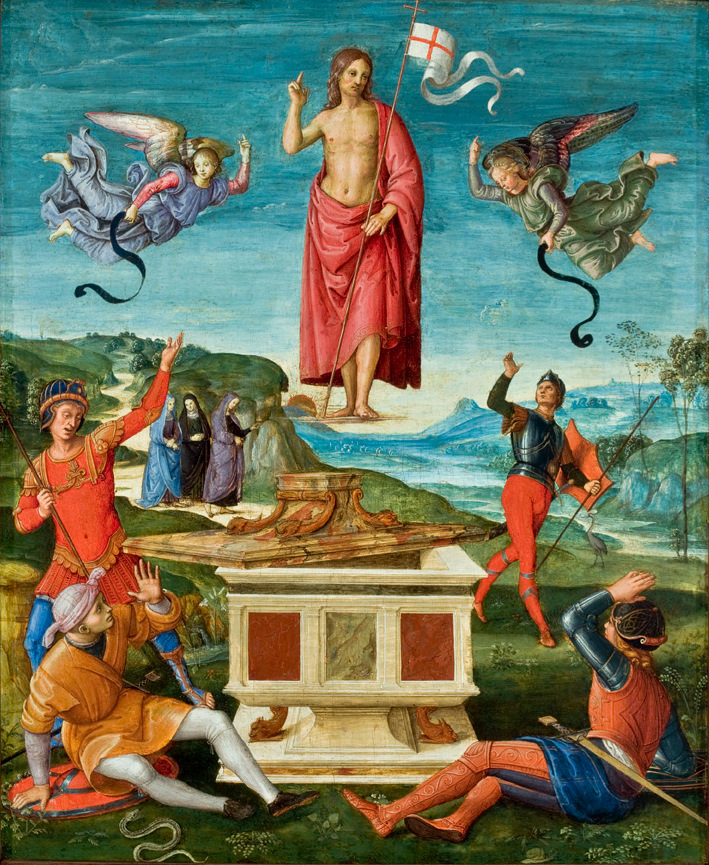
Ressurreição de Cristo, por Rafael Sanzio (1499–1502). A Páscoa é a comemoração do fundamento da fé cristã — a crença de que Jesus morreu e ressuscitou no terceiro dia.

No cristianismo, a Páscoa ou Domingo da Ressurreição é uma festividade religiosa e um feriado que celebra a ressurreição de Jesus ocorrida no terceiro dia após sua crucificação no Calvário, conforme o relato do Novo Testamento. É a principal celebração do ano litúrgico cristão e também a mais antiga e importante festa cristã.
A data da Páscoa determina todas as demais datas das festas móveis cristãs, exceto as relacionadas ao Advento. O domingo de Páscoa marca o ápice da Paixão de Cristo e é precedido pela Quaresma, um período de quarenta dias de jejum, orações e penitências.
O termo "Páscoa" deriva, através do latim Pascha e do grego bíblico Πάσχα Paskha, do hebraico פֶּסַח (Pesaḥ ou Pesach), a Páscoa judaica.
A última semana da Quaresma é chamada de Semana Santa, que contém o chamado Tríduo Pascal, incluindo a Quinta-Feira Santa, que comemora a Última Ceia e a cerimônia do Lava pés que a precedeu e também a Sexta-Feira Santa, que relembra a crucificação e morte de Jesus. A Páscoa é seguida por um período de cinquenta dias chamado Tempo Pascal que se estende até ao Domingo de Pentecostes.
A Páscoa é uma festa móvel, o que significa que sua data não é fixa em relação ao calendário civil. O Primeiro Concílio de Niceia (325) estabeleceu a data da Páscoa como sendo o primeiro domingo depois da lua cheia após o início do equinócio vernal (a chamada lua cheia pascal). Do ponto de vista eclesiástico, o equinócio vernal acontece em 21 de março (embora ocorra no dia 20 de março na maioria dos anos do ponto de vista astronômico) e a "lua cheia" não ocorre necessariamente na data correta astronômica. Por isso, a data da Páscoa varia desde 22 de março até 25 de abril. Os cristãos orientais baseiam seus cálculos no calendário juliano, cuja data de 21 de março corresponde, no século XXI, ao dia 3 de abril no calendário gregoriano utilizado no ocidente. Por conseguinte, a Páscoa no oriente varia entre 4 de abril e 8 de maio, inclusive.
Ao contrário do inglês, que tem duas palavras distintas para as duas festas (Easter e Passover respectivamente), em português e em muitas outras línguas as duas são chamadas pelo mesmo nome ou nomes muito similares. Os costumes pascais variam bastante entre os cristãos do mundo inteiro e incluem missas matinais, a troca do cumprimento pascal e de ovos de Páscoa, que eram, originalmente, um símbolo do túmulo vazio. Muitos outros costumes passaram a ser associados à Páscoa e são observados por cristãos e não cristãos, como os ovos de Páscoa e o coelho da Páscoa. Há também uma grande quantidade de pratos típicos ligados à Pascoa e que variam de região para região.
A Páscoa cristã está ligada à Páscoa judaica pela data (segundo a Bíblia, a Última Ceia era originalmente um jantar de Páscoa judaica) e também por muitos dos seus simbolismos centrais.

## Etimologia

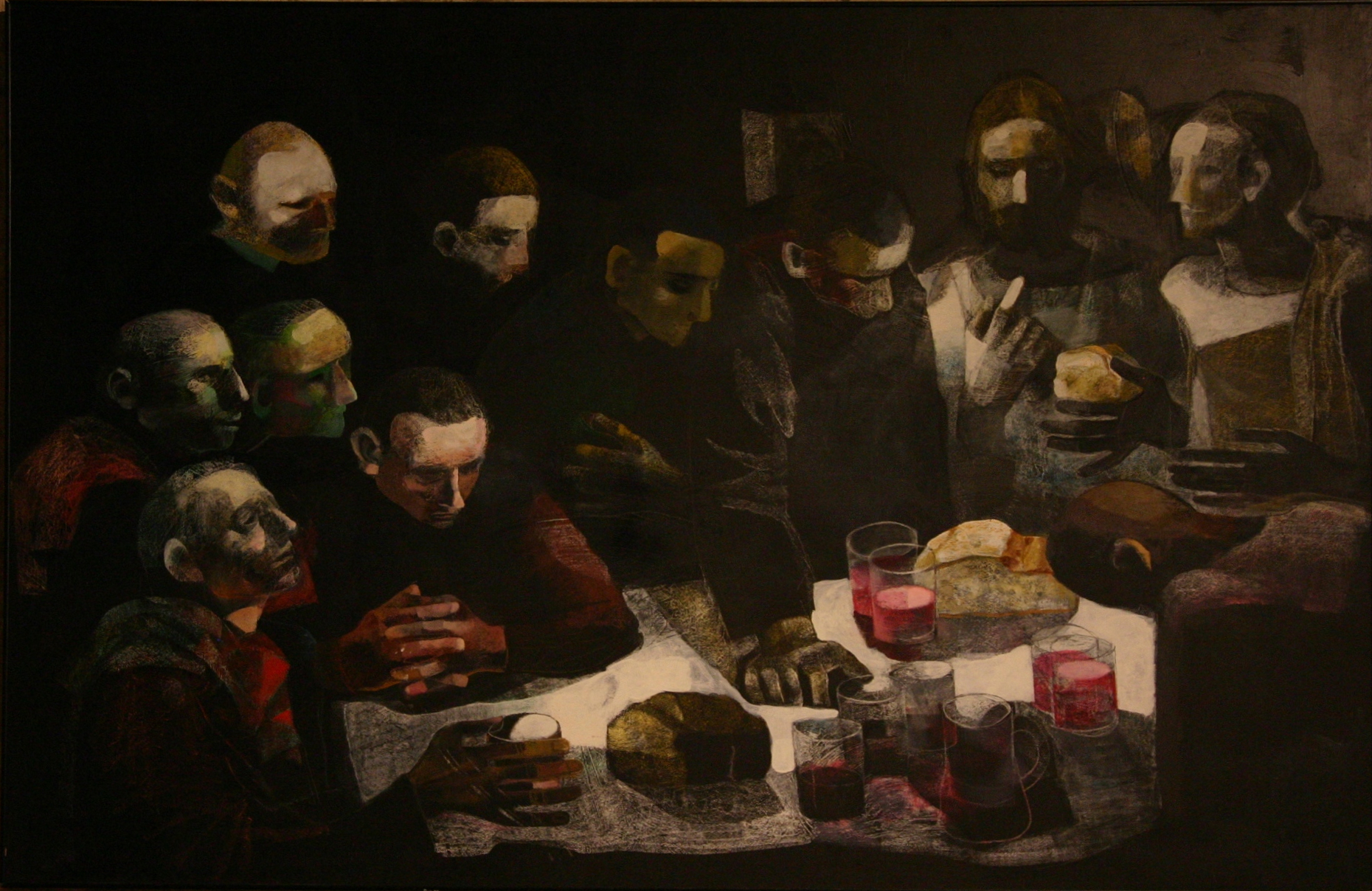
A Última Ceia, por Teresa Peña.

A palavra "páscoa" provém do latim pascha,ae, um decalque do grego Πάσχα (transl. paskha), e este (através do aramaico pascha) também decalque do hebraico פֶּסַח (Pesach ou Pesaḥ), termo que designa a Páscoa judaica.
O termo em inglês é Easter, cognato com o alemão moderno Ostern, derivado do inglês antigo Ēastre ou Ēostre. A teoria geralmente aceita defende que era originalmente o nome de uma deusa anglo-saxônica, Ēostre, uma forma do termo indo-europeu encontrado em muitos lugares para a deusa do amanhecer.[a]

### As raízes hebraicas

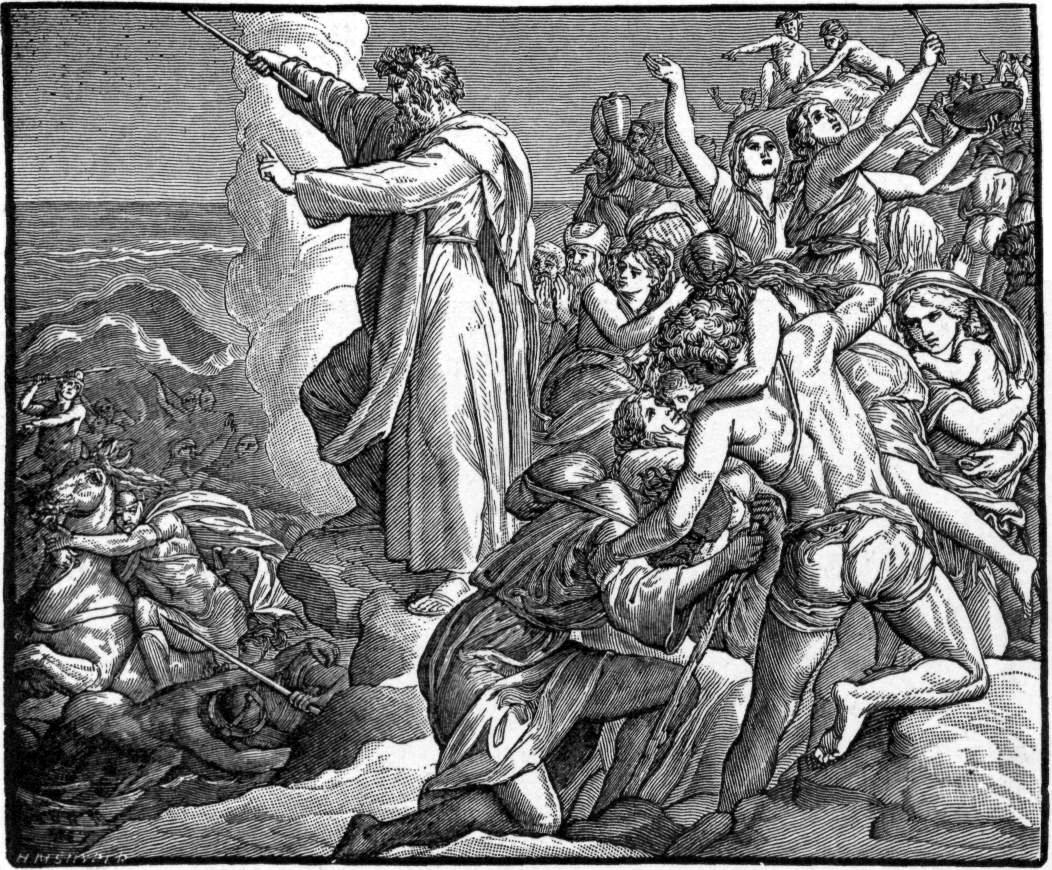
A travessia do Mar Vermelho, em ilustração do século XIX.

A Pesach — a Páscoa judaica — a celebração da saída dos hebreus do Egito, graças a Moisés, constitui-se de dois ritos: a imolação do cordeiro e o pão ázimo.
A palavra hebraica pesach significa 'passar adiante', 'deixar de fora', e deriva da narrativa da décima praga, segundo a qual Deus ordenou aos hebreus que assinalassem, com o sangue do cordeiro, as portas das casas de Israel, permitindo, ao anjo exterminador, que passasse adiante, atingindo somente as casas dos egípcios e, de modo particular, os primogênitos dos egípcios, inclusive o filho do faraó (Êxodo, 12,21–34). A Pesach indica portanto a libertação do povo de Israel do domínio egípcio e o início do seu percurso em direção à terra prometida.
Com o advento do cristianismo, a Páscoa adquiriu um novo significado, indicando a passagem da morte à vida por Jesus e a passagem a uma vida nova para os cristãos, libertados do pecado, graças ao sacrifício de Jesus. Por isso, a Páscoa cristã é dita Páscoa da ressurreição, enquanto a Páscoa judaica é a Páscoa da libertação.
Já nos primeiros anos da década de 50 do século I, Paulo, escrevendo de Éfeso aos cristãos de Corinto, utilizou o termo para fazer referência a Cristo e é improvável que os efésios e coríntios tenham sido os primeiros a ouvir o Êxodo 12 interpretado como uma referência à morte de Jesus e não a um ritual de passagem judaico. Quase todos os países falantes de línguas não inglesas utilizam nomes derivados de Pascha para a festa.

## Importância teológica
O Evangelho ensina que a ressurreição de Jesus, celebrada pela Páscoa, é o fundamento da fé cristã. A ressurreição estabeleceu Jesus como sendo Filho de Deus e é citada como prova de que Deus irá julgar o mundo com justiça. Deus «regenerou os cristãos para uma viva esperança pela ressurreição de Jesus Cristo dentre os mortos» (I Pedro 1:3). Estes, pela fé na obra de Deus, são espiritualmente ressuscitados com Jesus para que possam seguir para uma nova vida eterna.
A Páscoa cristã está ligada à Páscoa judaica e ao Êxodo, relatado no Antigo Testamento, através da Última Ceia e a crucificação que precederam a ressurreição. De acordo com o Novo Testamento, Jesus deu à última ceia, originalmente um jantar da Páscoa judaica, um novo significado, pois ele preparava a si e aos seus discípulos para a morte durante a ceia no cenáculo. Ele identificou o pão (matzah judaico) e o vinho como sendo seu corpo, que logo seria sacrificado, e seu sangue, que seria derramado (veja instituição da Eucaristia). Diz Paulo, "Purificai o velho fermento, para que sejais uma nova massa, assim como sois sem fermento. Pois, na verdade, Cristo, que é nossa Páscoa, foi imolado.", fazendo referências aos requisitos judaicos de que não haja fermento na casa e do sacrifício do cordeiro pascal (korban), alegoricamente identificado como Jesus.
Uma interpretação do Evangelho de João é que Jesus, como cordeiro pascal, foi crucificado, grosso modo, no mesmo horário em que os cordeiros estavam sendo sacrificados no Templo, a tarde de 14 Nisan. As instruções na Bíblia especificam que ele deve ser imolado «a tardinha» (Êxodo 12:6), ou seja, no crepúsculo. No período romano, porém, os sacrifícios eram realizados no meio da tarde.
Esta interpretação, porém, é inconsistente com a cronologia nos evangelhos sinóticos. Ela assume que o texto de João 19:14 ("Era a parasceve e cerca da hora sexta"), literalmente traduzido, é obrigatoriamente uma referência ao 14 de Nisan (o dia de preparação para a Páscoa judaica) e não ao Yom Shishi (a sexta-feira seguinte, dia de preparação para o sabá da semana do festival da Páscoa judaica), e que o desejo dos sacerdotes de estarem puros para «...poderem comer a páscoa» (João 18:28) era uma referência obrigatória à refeição do cordeiro de Páscoa e não às demais feitas durante as oferendas públicas do festival da Páscoa (chamado também de "Festival do Pão sem Fermento"), como comanda Levítico 23:8.

## Cristianismo primitivo

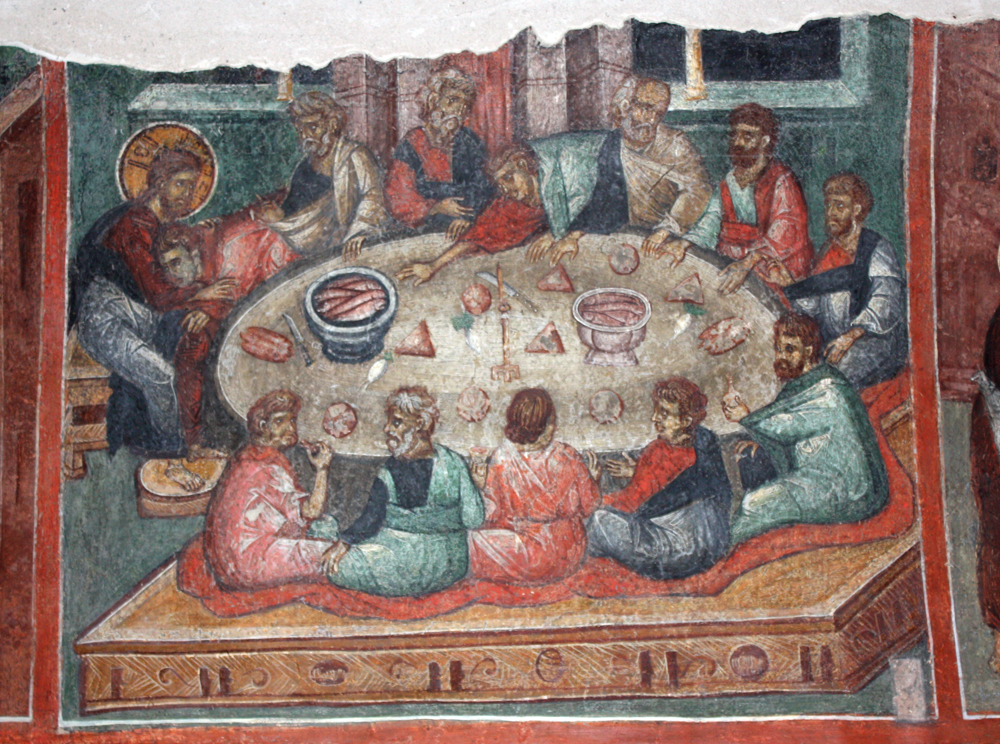
A Última Ceia, celebrada por Jesus e seus discípulos, era uma "sêder de Pessach" ("ceia de Páscoa"). Os primeiros cristãos também celebravam esta refeição para comemorar a morte e ressurreição de Jesus.

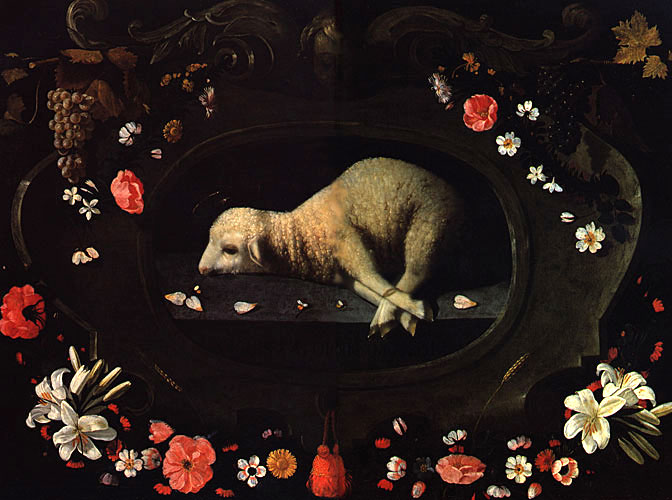
Cordeiro Pascal, uma das refeições tradicionais judaicas durante a Páscoa. Ao reinterpretar o significado desta celebração, os cristãos identificaram Jesus como sendo o cordeiro imolado, criando o símbolo do Cordeiro de Deus.
1660–1670. Pela artista portuguesa Josefa de Óbidos, atualmente no Museu de Évora, em Portugal.

Os primeiros cristãos, judeus cristãos e gentios certamente conheciam o calendário hebraico e não existem evidências diretas de que eles celebrassem nenhum tipo específico de festival anual cristão. A Páscoa era provavelmente um aspecto da Páscoa judaica na qual os judeu-cristãos, os primeiros a comemorarem-na, celebravam a ressurreição de Jesus.
Evidências diretas começaram a aparecer na metade do século II. Talvez a mais antiga fonte primária sobrevivente a fazer referência à Páscoa seja uma homilia pascal do meio do século II atribuída a Melito de Sardis, que apresenta o evento como uma festa já consolidada (e não uma "novidade"). Evidências de um outro tipo de festival anual cristão, a comemoração dos mártires, começam a aparecer mais ou menos na mesma época.
Enquanto os dias reservados aos mártires (em geral as datas de seus respectivos martírios) eram celebrados em datas fixas utilizando o calendário solar local, a data da Páscoa era determinada através do calendário lunissolar judaico, o que é consistente com o fato de a festa da Páscoa ter sido incorporada ao cristianismo durante seus primeiros anos, o chamado período judaico, mas mesmo assim a questão não está livre de controvérsias.
O historiador eclesiástico Sócrates Escolástico atribui a observância da Páscoa pela igreja à perpetuação de seu costume, "da mesma forma que outros costumes foram criados", afirmando que nem Jesus e nem seus apóstolos desejavam manter este ou qualquer outro festival. Embora ele descreva em detalhes a celebração da Páscoa como sendo derivada de costumes locais, ele insiste, por outro lado, que a festa era de fato universalmente observada.

## Data
| ANO  | DATA        |
| ---- | ----------- |
| 2025 | 20 de abril |
| 2026 | 5 de abril  |
| 2027 | 28 de março |
| 2028 | 16 de abril |
| 2029 | 1 de abril  |
| 2030 | 21 de abril |

## Posição no ano litúrgico

### Cristianismo ocidental
No rito latino, a Páscoa é precedida pela Quaresma, um período preparatório de jejuns e penitências que começa na Quarta-Feira de Cinzas e dura quarenta dias (sem contar os domingos). A semana antes da Páscoa, conhecida como Semana Santa, é muito especial na tradição cristã. O domingo anterior é o Domingo de Ramos. Os três dias antes da Páscoa, conhecidos como Tríduo Pascal, são a Quinta e a Sexta-Feira Santa mais o Sábado de Aleluia.
Muitas igrejas começam a celebrar a Páscoa no fim da noite do Sábado de Aleluia na chamada Vigília Pascal. Em alguns países, a Páscoa dura dois dias, com a adição da chamada "Segunda-Feira de Páscoa".
A semana começando com o Domingo de Páscoa é chamada de Semana de Páscoa (ou Oitava da Páscoa) e cada dia é sucedido pelo sufixo "pascal" (ou "da Páscoa"). O Sábado de Páscoa é, portanto, o sábado depois do Domingo de Páscoa (e não o Sábado de Aleluia, antes dele). O Tempo Pascal começa no domingo e vai até ao Domingo de Pentecostes, sete semanas depois.

### Cristianismo oriental
No rito bizantino, a preparação espiritual para a Páscoa começa com a Grande Quaresma, que começa na Segunda-Feira Limpa e dura quarenta dias seguidos (inclusive os domingos). A última semana da Grande Quaresma (depois do quinto domingo da Grande Quaresma) é chamada Semana de Ramos e termina com o Sábado de Lázaro. As vésperas deste dia encerram oficialmente a Grande Quaresma, embora o jejum continue ainda na semana seguinte. Depois vêm o Domingo de Ramos, a Semana Santa e, finalmente, a Páscoa. O período de jejuns se encerra imediatamente depois da Divina Liturgia da Páscoa.
A Vigília Pascal começa com o Serviço da Meia-Noite, que é o último do Triódion da Quaresma e é sincronizado para acabar pouco antes da meia-noite do Sábado de Aleluia. Quando o relógio marca a meia-noite, a celebração da Páscoa começa, que abrange as matinas pascais, as horas pascais e a Divina Liturgia Pascal. Este sincronismo garante que a liturgia da Páscoa ocorrerá mais cedo que qualquer outra liturgia matinal no ano litúrgico, garantindo assim sua preeminência entre as Festas das Festas.
A época litúrgica que vai da Páscoa até ao domingo de Todos os Santos (o domingo depois do Pentecostes) é conhecido como Pentecostarion (os "cinquenta dias"). A semana que começa no Domingo de Páscoa é chamada Semana Brilhante, durante a qual não se jejua (mesmo às quartas e sextas-feiras).

## Observância

### Cristianismo ocidental

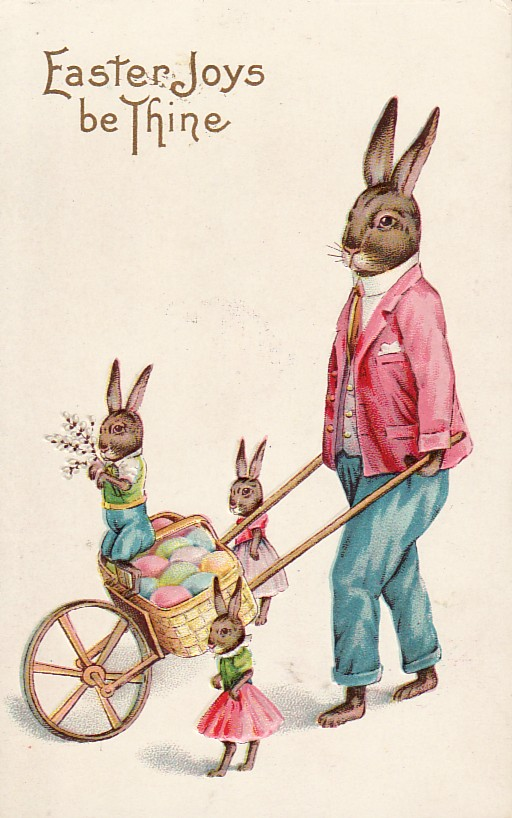
Uma tradição ocidental de origem não religiosa, o Coelho da Páscoa, assim como o Papai Noel, representa a tradição de trocar presentes em datas festivas. Para algumas denominações, é o retrato da secularização e comercialização da festa da Páscoa.
Cartão postal de 1915.

O festival da Páscoa é observado de diferentes formas entre os cristãos ocidentais. A observância litúrgica tradicional, praticada por católicos, luteranos e alguns anglicanos, começa na noite do Sábado de Aleluia com a Vigília Pascal. Esta, considerada a mais importante liturgia do ano, começa numa escuridão total com o fogo pascal e o acendimento do Círio Pascal (símbolo do Cristo ressuscitado) e o canto do Exultet, uma proclamação de Páscoa atribuída a Santo Ambrósio.
Depois deste serviço de luz, seguem-se diversas leituras do Antigo Testamento. Elas contam as histórias da criação, o sacrifício de Isaque, a travessia do Mar Vermelho e a profecia da vinda do Messias. Esta parte do serviço litúrgico, culmina com o canto do Gloria, do Aleluia e finalmente com a proclamação da "boa nova" (euangelion) da ressurreição. Neste ponto, as luzes são novamente acesas e os sinos bradam (de acordo com os costumes locais).
O foco, então, se volta do púlpito para a pia batismal. Nos tempos antigos, a Páscoa era considerada o período ideal para que os convertidos recebessem o batismo e esta prática continua entre os católicos romanos e na Comunhão Anglicana. Havendo ou não batismos neste momento, é tradicional que a congregação renove seus votos batismais, um ato que é geralmente selado com a aspersão da água benta da fonte. O sacramento da Confirmação é também celebrado durante a Vigília.
A Vigília de Páscoa termina com a Eucaristia (do grego "ações de graças", conhecida também como "Comunhão" em algumas tradições).
Algumas igrejas preferem realizar a vigília bem cedo no domingo em vez de na noite de sábado para refletir o relato evangélico das mulheres chegando ao túmulo na manhã do primeiro dia da semana (o domingo). Estes serviços, conhecidos como "Serviços do Amanhecer", geralmente ocorrem ao ar livre (o cemitério, jardim ou estacionamento da igreja em geral). O primeiro deles ocorreu em 1732 entre os irmãos singulares da Igreja Morávia em Herrnhut, Saxônia. O costume foi depois exportado por missionários para diversas cidades no mundo.

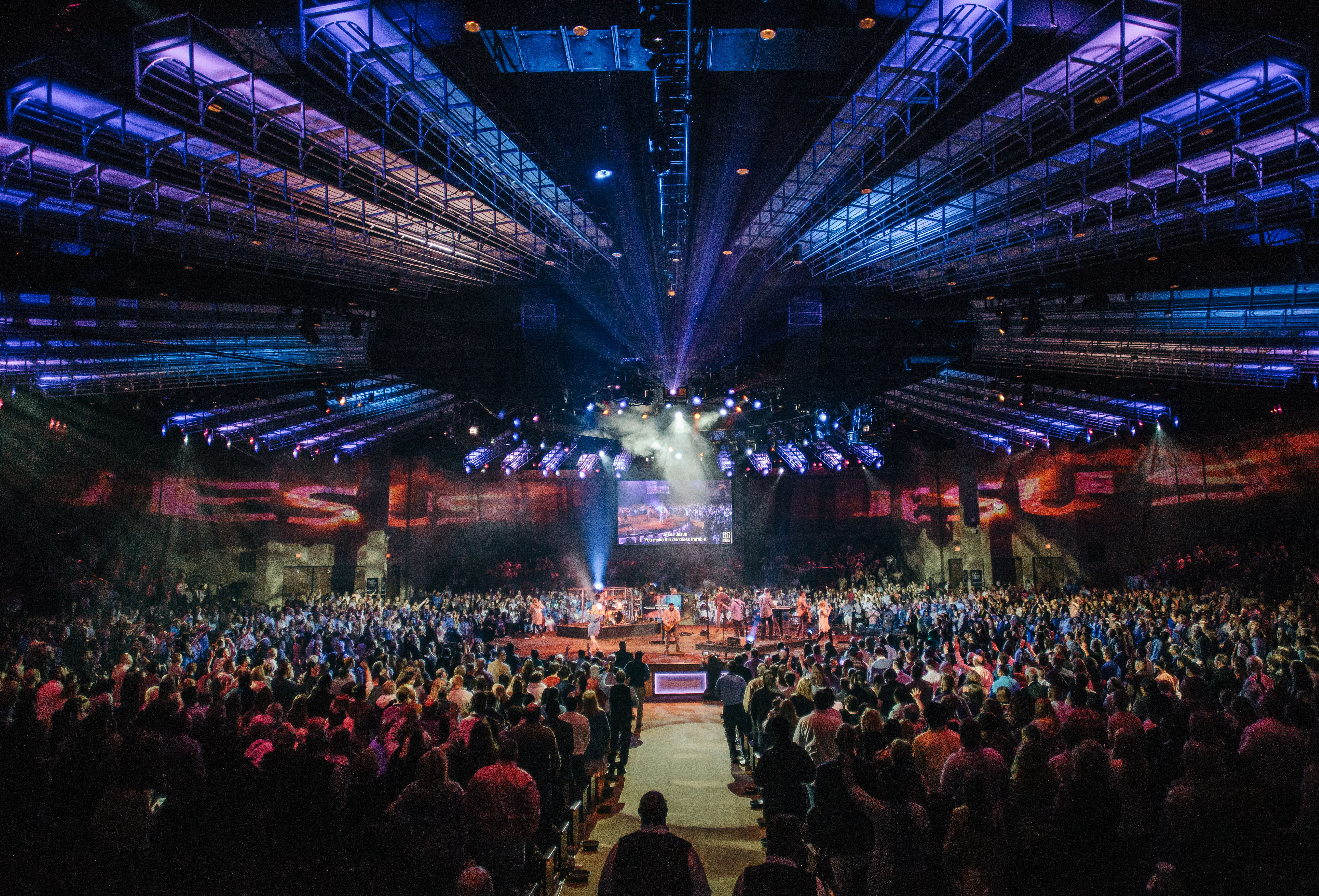
Culto de Páscoa na Trinity Fellowship Church em Amarillo, Texas, EUA.

A Páscoa é celebrada com um serviço especial por todas as denominações evangélicas.
Outras celebrações ocorrem também no próprio Domingo de Páscoa. Tipicamente, estes serviços seguem a ordem de um domingo normal de cada congregação, incorporando elementos mais festivos. A música, em particular, geralmente é mais alegre; a incorporação dos metais na orquestra para incrementar os instrumentos habituais dos músicos da congregação é bastante comum. Além disso, é bastante corrente que toda a igreja seja decorada com faixas e flores.

### Cristianismo oriental

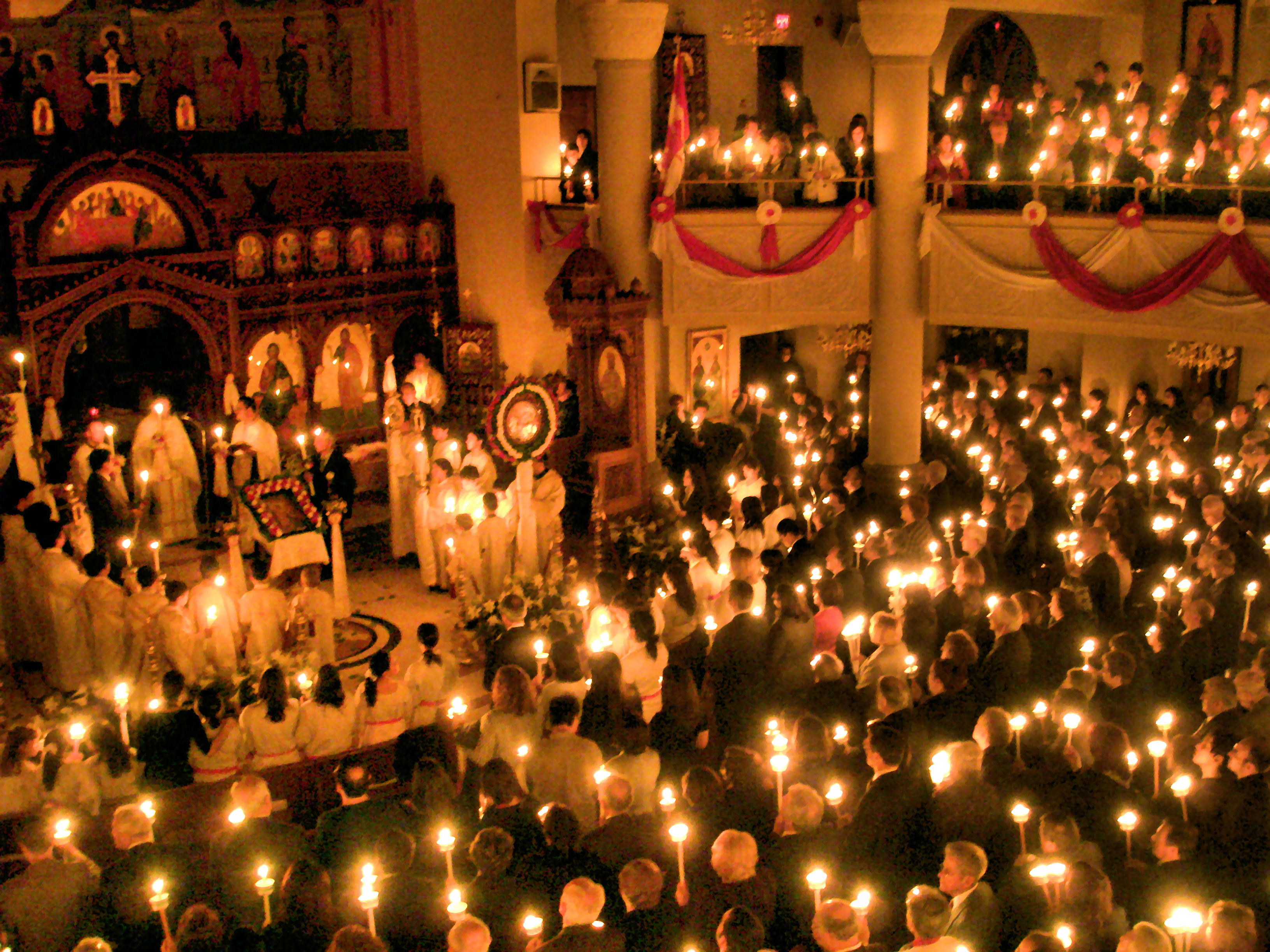
Velas pascais acesas durante a Liturgia da Ressurreição, que comemora o milagre anual do Fogo Sagrado que ocorre na Igreja do Santo Sepulcro em Jerusalém no Grande e Santo Sábado.
Catedral Ortodoxa Grega da Anunciação da Virgem Maria, Toronto, Canadá.

Para os cristãos orientais, todas as demais festas do calendário são secundárias em relação à Páscoa, inclusive o Natal, o que se reflete na gama de costumes pascais na cultura de países tradicionalmente de maioria ortodoxa. Os católicos orientais também enfatizam a Páscoa em seu calendário e têm costumes muitos similares.
Isto não quer dizer que os demais elementos do ano litúrgico cristão sejam ignorados, mas que, em vez disso, eles são vistos não apenas como sendo preliminares mas também como sendo iluminados pelo clímax da ressurreição, um evento que realiza e frutifica tudo o que veio antes. A Páscoa é o ato primário que completa o objetivo do ministério de Jesus na Terra — derrotar a Morte com sua morte e exaltar e purificar a humanidade assumindo voluntariamente suas fragilidades e depois superando-as. Este credo é resumido pelo Tropário Pascal, cantado repetidamente durante a Páscoa até a Apodósis da Páscoa, que é a véspera do dia da Ascensão.
A preparação para a Páscoa começa com a Grande Quaresma. Além dos jejuns, da distribuição de esmolas e da oração, os cristãos ortodoxos se privam de toda forma de entretenimento e atividades mundanas não essenciais, gradualmente eliminando-as até à Grande e Santa Sexta-Feira, o mais austero dia do ano. Tradicionalmente, na noite do Grande e Santo Sábado celebra-se o o Ofício da Meia-Noite (vide Vigília Pascal).
Quando ele termina, todas as luzes da igreja são apagadas e todos esperam no escuro e em silêncio a chegada da meia-noite. Então, uma nova chama é acesa no altar (ou o sacerdote acende sua vela a partir da lâmpada perpétua que fica acesa lá) e acende as velas acesas pelos diáconos e outros assistentes, que então acendem as velas trazidas pelos fiéis (uma prática que se originou no antigo ritual do recebimento do Fogo Sagrado na Igreja do Santo Sepulcro em Jerusalém). Então, o padre e a congregação seguem em procissão com a cruz circundando (por fora) a igreja, segurando as velas e cantando. Ela tem por objetivo simbolizar o trajeto das Portadoras de mirra ao túmulo de Jesus «muito cedo» (Lucas 24:1). Depois de rodear o templo de uma a três vezes, a procissão para em frente às portas fechadas. Na tradição grega, o padre faz uma leitura dos evangelhos (Marcos 16:1–8). Nas demais tradições e depois da leitura na grega, ele faz o sinal da cruz com o turíbulo ali (as portas fechadas simbolizam o túmulo ainda fechado).
Ele e os fiéis cantam o Tropário Pascal e todos os sinos e semantra tocam. Todos entram no edifício e as matinas pascais começam imediatamente, seguidas pelas horas pascais, culminando depois na Divina Liturgia de Páscoa. O ponto alto da liturgia é a homilia pascal de São João Crisóstomo, que a congregação escuta de pé.
Logo depois da dispensa, o padre geralmente abençoa cestos e ovos de Páscoa trazidos pelos fiéis e que geralmente contêm alimentos que não podiam comer durante o jejum da Grande Quaresma. Logo depois da liturgia, é tradicional em algumas regiões que a congregação faça uma refeição coletiva, essencialmente uma forma de Ágape, apesar de ocorrer às duas da manhã ou ainda mais tarde.
Na manhã seguinte, o Domingo de Páscoa, não há Divina Liturgia, uma vez que já foi celebrada durante a madrugada. Em vez disso, à tarde, é geralmente o costume celebrar-se um "Ágape Vespertino". Neste serviço, vem tornando-se tradicional nos últimos séculos que o padre e alguns membros da congregação leiam uma parte do Evangelho de João (João 20:19–25 e, em alguns lugares, também João 20:26–31) no maior número de línguas que os fiéis conseguirem, um símbolo da universalidade da ressurreição.
Durante o resto da semana, conhecida como "Semana Brilhante", é proibido jejuar e o habitual cumprimento pascal é "Cristo ressuscitou!", para o qual a resposta é "Verdadeiramente Ele ressuscitou!". Os serviços litúrgicos nesta semana são idênticos aos da Páscoa, exceto que ocorrem nos horários normais e não à meia-noite. As procissões ocorrem ou depois das matinas ou depois da Divina Liturgia.

## Grupos não observantes

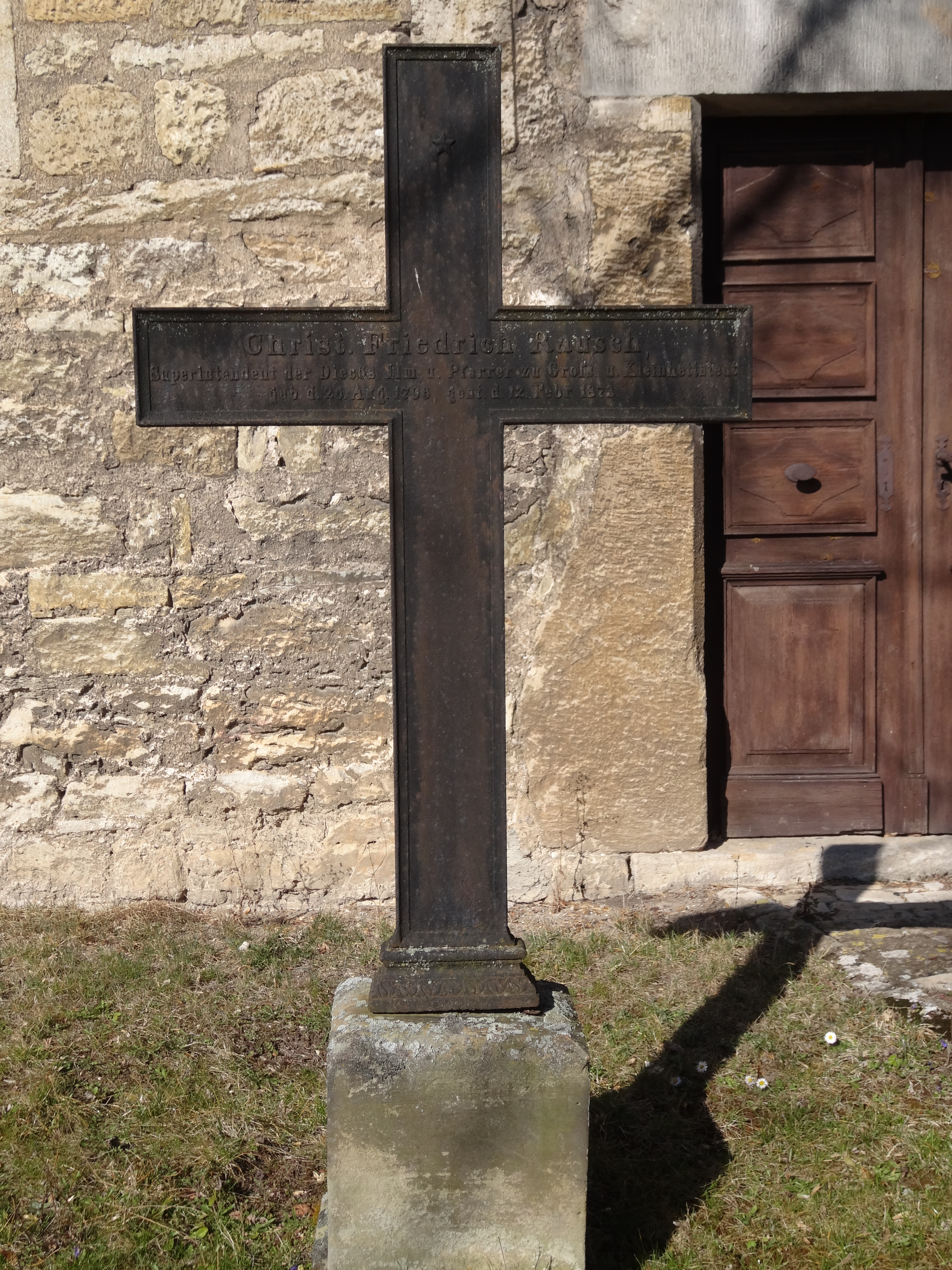
Cruzes simples (e não crucifixos) são preferidas pelos protestantes não conformistas para representar o milagre da ressurreição.

Juntamente com as comemorações do Natal e do Advento, muitas tradições pascais foram alteradas ou até mesmo abandonadas completamente pelas diversas denominações surgidas no decorrer da Reforma Protestante, geralmente sob o argumento de serem "pagãs" ou "papistas" (e, portanto, maculadas) por muitos movimentos puritanos. Porém, algumas das igrejas e movimentos da Reforma (luteranos, metodistas e anglicanos, por exemplo) preferiram manter grande parte das observâncias do já estabelecido ano litúrgico juntamente com diversas tradições associadas. Nas igrejas luteranas, por exemplo, não apenas as datas da Semana Santa são observadas, mas também o Natal, a Páscoa e o Pentecostes são comemorados com festivais de três dias (o próprio e os dois seguintes).
Entre muitas outras tradições reformistas e contrarreformistas, porém, a situação foi bastante diferente, resultando que quacres e puritanos congregacionistas e presbiterianos rejeitaram certas tradições pascais. A rejeição puritana das tradições pascais está fundamentada parcialmente na interpretação de II Coríntios 6:14–16 e parcialmente na crença de que se uma prática ou festa religiosa não está diretamente na Bíblia, então ela deve ser um desenvolvimento posterior e não deve ser considerada parte da prática cristã autêntica, sendo desnecessária no mínimo e pecadora no limite.
Alguns grupos cristãos rejeitam a celebração da Páscoa por causa de suas alegadas raízes pagãs (reais ou percebidas) e ligações históricas com as práticas e autorizações derivadas da Igreja Católica "Romana". Finalmente, vários grupos cristãos não conformistas que ainda celebram o evento preferem chamá-lo de "Dia da Ressurreição" (ou "Domingo da Ressurreição") pelos mesmos motivos e também como uma forma de rejeitar os aspectos seculares e comerciais que o feriado adquiriu nos séculos XX e XXI.
As Testemunhas de Jeová defendem um ponto de vista similar, realizando um serviço anual comemorando a Última Ceia e a subsequente execução de Cristo na noite do 14 de Nissã (veja Quartodecimanismo). As Testemunhas de Jeová acreditam que versículos como Lucas 22:19–20 e I Coríntios 11:26 são mandamentos para que se relembre a morte de Cristo e não a sua ressurreição, o que eles fazem anualmente.
Os quacres, como parte de seu histórico "testemunho contra o tempo e as épocas", não celebram a Páscoa e nem nenhum outro feriado cristão, acreditando em vez disso que "todos os dias são dias do Senhor". Mais do que isso, eles acreditam que a elevação de um dia acima dos outros sugere que atitudes não cristãs sejam aceitáveis nos demais dias. Nos séculos XVII e XVIII, eles foram perseguidos justamente por isso.
Alguns grupos cristãos acreditam que a Páscoa seja um evento a ser comemorado com grande alegria, mas dando menos ênfase ao dia propriamente dito, e mais à lembrança da alegria no evento que ela comemora. Neste contexto, estes movimentos ensinam que todos os dias e todos os sabás devem ser santificados de acordo com os ensinamentos de Jesus. Judeus cristãos, membros do Nome Sagrado e armstrongistas (como a Igreja Viva de Deus) geralmente rejeitam a Páscoa em prol da observância do 14 de Nisan e a celebração da chamada Pessach cristã. Isto é especialmente verdadeiro para grupos que celebram a lua nova ou os altos sabás anuais além do Sabá no sétimo dia. Eles defendem estes costumes textualmente fazendo uma referência ao trecho «Ninguém, portanto, vos julgue pelo comer, nem pelo beber, nem a respeito de um dia de festa, ou de lua nova ou de sábado, as quais coisas são sombras das cousas vindouras, mas o corpo é de Cristo.» (Colossenses 2:16–17) de Colossenses.

## Celebrações pelo mundo

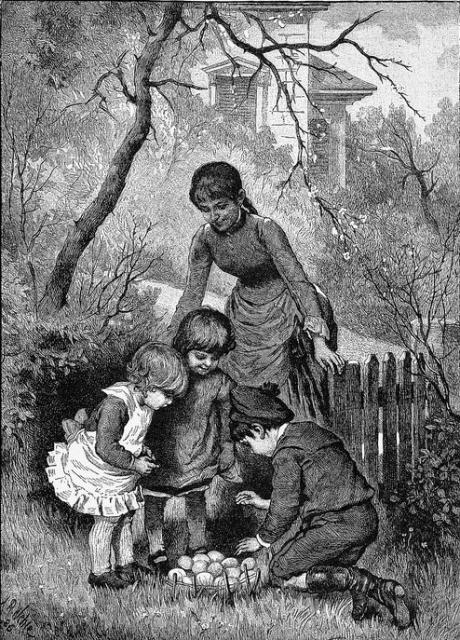
Caça aos ovos numa gravura de 1889. Diversas tradições não cristãs sobre a Páscoa foram adotadas por cristãos durante os séculos, inclusive as caçadas, a história do coelho da Páscoa e os ovos de chocolate.

Em países onde o cristianismo é uma religião estatal ou onde há uma grande população cristã, a Páscoa é geralmente um feriado nacional. Como ela cai sempre num domingo, muitos países também fazem da segunda-feira seguinte um feriado também. Algumas lojas, shopping centers e restaurantes também fecham neste dia. A Sexta-Feira Santa, que ocorre dois dias antes do Domingo de Páscoa, é também um feriado em muitos países. É também feriado em doze estados norte-americanos e, naqueles onde não é, muitas instituições financeiras, as bolsas de valores e as escolas públicas fecham. Os poucos bancos nos Estados Unidos que normalmente abrem aos domingos não funcionam na Páscoa. A data é comemorada em muitos lugares com paradas e procissões, sendo a Parada de Nova Iorque a mais conhecida.
Na Escandinávia, a Sexta-Feira Santa, o Domingo e a Segunda de Páscoa são feriados, e os dois primeiros são também feriados bancários. Para a maior parte do comércio, são dias de folga também, exceção feita apenas aos shopping centers, que geralmente abrem por meio período. Muitos empresários dão aos funcionários quase uma semana de folga, a chamada "Folga de Páscoa".
Nos países da Comunidade das Nações, a Páscoa raramente é considerada um feriado, assim como todas as demais celebrações que caem num domingo. No Reino Unido, tanto a sexta quanto a segunda-feira são feriados bancários. Contudo, no Canadá, o Domingo de Páscoa é feriado, assim como a segunda-feira seguinte. Na província de Quebec, tanto a sexta quanto a segunda-feira são feriados facultativos, mas a maior parte das empresas concede os dois dias aos funcionários.

### Ovos de Páscoa
Ovos de Páscoa são ovos especialmente decorados e trocados como presentes para celebrar o feriado da Páscoa. A tradição mais antiga consiste em utilizar ovos de galinha tingidos e depois pintados, mas o costume moderno consiste em trocar ovos de chocolate.
O coelho da Páscoa é um popular personagem lendário de características antropomórficas que distribui presentes, análogo ao Papai Noel em muitas culturas. Nos Estados Unidos, o presidente realiza uma caça aos ovos anual nos jardins da Casa Branca para crianças pequenas.